# Martin Hamann
Martin Hamann (10 aprile 1997) è un saltatore con gli sci tedesco.

## Biografia
In Coppa del Mondo ha esordito il 30 dicembre 2017 a Oberstdorf, senza completare la prova, e ha ottenuto il primo podio il 23 gennaio 2021 a Lahti (3º); ai Mondiali di Oberstdorf 2021, sua prima presenza iridata, si è classificato 24º nel trampolino lungo.

## Palmarès

### Mondiali juniores
- 3 medaglie:
  - 3 argenti (gara a squadre ad Almaty 2015; gara a squadre, gara a squadre mista a Park City 2017)

### Coppa del Mondo
- Miglior piazzamento in classifica generale: 24º nel 2021
- 1 podio (a squadre):
  - 1 terzo posto